# Браян Аспен
Браян Аспен (англ. Brian Aspen; нар. 6 квітня 1959, Болтон, Великий Манчестер) — англійський борець вільного стилю, срібний призер чемпіонатів Європи, дворазовий чемпіон чемпіонатів Європейського ринку, чемпіон та дворазовий бронзовий призер Ігор Співдружності, учасник двох Олімпійських ігор.

## Життєпис
Батько — Берт Аспен, англійський борець вільноо стилю, триразовий бронзовий призер Ігор Співдружності, учасник двох Олімпійських ігор (1960, 1964) у складі збірної Великої Британії.

## Спортивні результати на міжнародних змаганнях

### Виступи на Олімпіадах
| Змагання                    | Збірна          | Вагова категорія          | Місце              |
| --------------------------- | --------------- | ------------------------- | ------------------ |
| Літні Олімпійські ігри 1980 | Велика Британія | вільна боротьба, до 62 кг | 7                  |
| Літні Олімпійські ігри 1984 | Велика Британія | вільна боротьба, до 57 кг | не вийшов із групи |

### Виступи на Чемпіонатах Європи
| Змагання                         | Збірна          | Вагова категорія          | Місце  |
| -------------------------------- | --------------- | ------------------------- | ------ |
| Чемпіонат Європи з боротьби 1984 | Велика Британія | вільна боротьба, до 57 кг | 7      |
| Чемпіонат Європи з боротьби 1984 | Велика Британія | вільна боротьба, до 57 кг | Срібло |

### Виступи на Іграх Співдружності
| Змагання                | Збірна | Вагова категорія          | Місце  |
| ----------------------- | ------ | ------------------------- | ------ |
| Ігри Співдружності 1978 | Англія | вільна боротьба, до 62 кг | Бронза |
| Ігри Співдружності 1982 | Англія | вільна боротьба, до 57 кг | Золото |
| Ігри Співдружності 1986 | Англія | вільна боротьба, до 57 кг | Бронза |
| Ігри Співдружності 1994 | Англія | вільна боротьба, до 68 кг | 7      |

### Виступи на Чемпіонатах Європейського ринку
| Змагання                                      | Збірна          | Вагова категорія          | Місце  |
| --------------------------------------------- | --------------- | ------------------------- | ------ |
| Чемпіонат Європейського ринку з боротьби 1981 | Велика Британія | вільна боротьба, до 57 кг | Золото |
| Чемпіонат Європейського ринку з боротьби 1983 | Велика Британія | вільна боротьба, до 57 кг | Золото |

### Виступи на інших змаганнях
| Змагання                           | Збірна          | Вагова категорія          | Місце |
| ---------------------------------- | --------------- | ------------------------- | ----- |
| Гран-прі Німеччини з боротьби 1979 | Велика Британія | вільна боротьба, до 62 кг | 9     |